# Nikki Fernandez
Nikki egy szereplő az ABC sorozatában, a Lostban. Kiele Sanchez játssza.

## Életrajz

### A repülőgép lezuhanása előtt
Hivatalos állása a színészkedés volt, játszott az Exposé című sorozatban Ausztráliában. Mindez igazából csak azért hogy a rendező közelébe férkőzhessen, mivel tudta róla hogy milliomos.Paolo-t, a rendező szakácsát is beavatva megölte, aztán ellopott a házából 7 millió dollárt érő gyémántot. A frissen megszerzett gyémántokkal visszautazni készültek LA-be, de ekkor bekövetkezett a szerencsétlenség.

### A szigeten
Nikkit akkor láthatjuk először, amikor John és Charlie visszatérnek Ekoval a jegesmedve barlangjából. Jacket keresi, hogy ellássa Eko sérüléseit, majd kiabál Hurleyvel amiért nem beszélt Jack foglyulejtéséről. Végighallgatja Locke beszédét, amiben kijelenti, megmenti a három foglyul ejtett túlélőt. 
Néhány nappal később Nikki néhány túlélővel (Locke-kal, Paulo-val, Sayid-dal és Desmond-dal) elmegy a Gyöngy állomásra, és felhívja a figyelmüket arra, hogy az állomás tájékoztató filmjében további DHARMA projekteket említenek. Rájön, hogy a TV-készülékek megfelelő beállításával láthatnák a többi állomást. Megijed, amikor Desmond és Sayid összeeszkábelezi a készülékeket, és egy szemkötéses férfit lát az egyik képernyőn.
A szörny mechanikus hangját hallva a többiekkel együtt felrohan, és tanúja lesz Eko halálának. A táboron kívül tartott temetésen is részt vesz.
Később egy medúzapókkal megcsípeti Paulo-t, ám még több pók odasereglik, és Nikki-t is megcsípi egy. Egyikőjük sem hal meg, paralízisbe esnek. A túlélők azt hiszik, meghaltak,  így élve eltemetik őket.